# 39
Het jaar 39 is het 39e jaar in de 1e eeuw volgens de christelijke jaartelling.

## Gebeurtenissen

### Italië
- De Senaat benoemt Gaius Caesar Augustus (Caligula) en Gnaius Domitius Corbulo tot consul van het Imperium Romanum.
- Keizer Caligula laat zijn zusters Agrippina de Jongere en Julia Livilla vanwege overspel verbannen naar de Pontijnse Eilanden in de Tyrreense Zee.
- Claudius I huwt voor de derde maal met de 14-jarige Valeria Messalina en laat zich scheiden van Aelia Paetina.
- Caligula laat Aulus Avillius Flaccus, prefect van Egypte, aanklagen voor hoogverraad. Hij wordt verbannen naar Andros en geëxecuteerd.
- Caligula eist dat er in alle tempels in het Romeinse Keizerrijk, dus ook in Jeruzalem, een standbeeld komt te staan om hem te vereren.
- Herfst - Caligula steekt met een Romeins expeditieleger (Legio XV en Legio XXII) de Alpen over naar Germania Superior aan de Rijngrens (Limes).

### Egypte
- Philo van Alexandrië leidt een Joodse delegatie naar Rome, om te protesteren over de anti-Joodse leefwijze in Alexandrië.

### Parthië
- Vardanes I (r. 39-47) laat zich uitroepen tot koning van het Parthische Rijk. Gotarzes II vlucht naar Hyrcania.

## Geboren
- 3 november - Marcus Annaeus Lucanus, Romeins episch dichter (overleden 65)
- 30 december - Titus Flavius Vespasianus (Titus), keizer van het Romeinse Keizerrijk (overleden 81)

## Overleden
- Seneca de Oudere, Romeins ridder en schrijver